# Illenium
Nick Miller thường được biết đến với nghệ danh Illenium (thường được cách điệu là ILLENIUM), là một nhạc sĩ, DJ, nhà sản xuất người Mỹ.

## Cảm hứng
Miller sinh ra ở San Francisco. Anh bắt đầu chơi EDM vào đầu năm 2008. Mùa hè năm 2012, sau khi xem Bassnectar trình diễn tại Red Rocks, Miller đã trở nên say đắm với công việc và quyết định phát hành lần đầu tiên. Anh nhận xét rằng "khi tôi nhìn thấy anh ấy, tôi đã mua Ableton vào ngày hôm sau.

## Sự nghiệp âm nhạc
Vào năm 2013, Illenium ra mắt chính thức trước công chúng với việc phát hành EP mang tên của mình. EP được phát hành thông qua hãng ghi âm Prep School Recordings ở Los Angeles.
Vào năm 2016, Illenium đã giới thiệu hãng thua âm Kasaya Recordings cùng với Seeking Blue. Vào ngày 15 tháng 2 năm 2016, Illenium phát hành album phòng thu đầu tiên của mình, Ashes dưới dạng tải về miễn phí qua Kasaya Recordings và nhãn hiệu Seeking Blue của Mr. Suicide Sheep. Album đứng ở vị trí thứ 6 trong bảng xếp hạng Billboard Dance / Electronic Albums, và đứng thứ 19 trên bảng xếp hạng Billboard Top Heatseekers. Album được phát hành trên đĩa vinyl vào ngày 25 tháng 3. Illenium sau đó đã bắt tay vào The Ashes Tour, và kết thúc vào ngày 28 tháng 12. Album remix đã được phát hành cho Ashes vào ngày 16 tháng 12 năm 2016.

## Cuộc sống cá nhân
Trong năm 2013, Illenium chuyển đến Denver, Colorado, nơi anh hiện đang sinh sống. Trong một cuộc phỏng vấn, Illenium nói rằng khi anh không sản xuất nhạc, anh dành nhiều thời gian bên ngoài với bạn gái và bạn bè. Anh nói: "Tôi cảm thấy việc đó sẽ giúp tôi giữ tập trung." Anh cũng nói rằng một trong những hoạt động yêu thích của anh là xem phim.
Illenium nói rằng ODESZA và Porter Robinson có ảnh hưởng tới phong cách âm nhạc của anh ấy, trong khi anh cũng mong muốn được hợp tác với Robinson.

## Danh sách đĩa nhạc

### Album
| Tiêu đề                                                      | Cho tiết                                                                                               | Vị trú cao nhất trên bảng xếp hạng | Vị trú cao nhất trên bảng xếp hạng |
| Tiêu đề                                                      | Cho tiết                                                                                               | US Dance                           | US Heat                            |
| ------------------------------------------------------------ | --- | ---------------------------------- | ---------------------------------- |
| Ashes                                                        | - Phát hành: 15 tháng 2 năm 2016 - Nhãn đĩa: Kasaya / Seeking Blue - Định dạng: Tải kĩ thuật số, vinyl | 6                                  | 19                                 |
| "—" không được xếp hạng hoặc không được phát hành ở khu vực. | |                                    |                                    |

### Album mở rộng (EP)
| Tiêu đề                                           | Chi tiết                                                                                      |
| ------------------------------------------------- | --------------------------------------------------------------------------------------------- |
| Illenium                                          | - Phát hành: 2013 - Nhãn đĩa: Prep School Recordings - Định dạng: Tải kỹ thuật số             |
| Risen EP                                          | - Phát hành: 12 tháng 1 năm 2014 - Nhãn đĩa: Self-released - Định dạng: Tải kỹ thuật số       |
| Painted White (với Cristina Soto và Said The Sky) | - Phát hành: 21 tháng 7 năm 2015 - Nhãn đĩa: Gravitas Recordings - Định dạng: Tải kỹ thuật số |

### Đĩa đơn

#### Với vai trò nghệ sĩ chính
| Tiêu đề                                                          | Năm  | Vị trí cao nhất trên bảng xếp hạng | Vị trí cao nhất trên bảng xếp hạng | Vị trí cao nhất trên bảng xếp hạng | Album |
| Tiêu đề                                                          | Năm  | US Dance                           | US Dance Digital                   | NZ                                 | Album |
| ---------------------------------------------------------------- | ---- | ---------------------------------- | ---------------------------------- | ---------------------------------- | ----- |
| "Drop Our Hearts, Pt. 2" (với Said The Sky kết hợp Sirma)        | 2014 | —                                  | —                                  | —                                  | —     |
| "In Your Wake" (kết hợp Jeza)                                    | 2014 | —                                  | —                                  | —                                  | —     |
| "So Wrong"                                                       | 2014 | —                                  | —                                  | —                                  | —     |
| "Make Me Do"                                                     | 2014 | —                                  | —                                  | —                                  | —     |
| "The Phoenix"                                                    | 2014 | —                                  | —                                  | —                                  | —     |
| "Falling In" (kết hợp Mimi Page)                                 | 2015 | —                                  | —                                  | —                                  | —     |
| "Spirals" (kết hợp King Deco)                                    | 2015 | —                                  | —                                  | —                                  | Ashes |
| "I'll Be Your Reason"                                            | 2015 | —                                  | —                                  | —                                  | Ashes |
| "Jester"                                                         | 2015 | —                                  | —                                  | —                                  | Ashes |
| "Afterlife" (kết hợp Echos)                                      | 2016 | —                                  | —                                  | —                                  | Ashes |
| "Fortress" (kết hợp Joni Fatora)                                 | 2016 | —                                  | —                                  | —                                  | Ashes |
| "Bring Forth the Pressure" (với Dirt Monkey)                     | 2016 | —                                  | —                                  | —                                  | Ashes |
| "Rush Over Me" (với Said The Sky và Seven Lions kết hợp HALIENE) | 2016 | 50                                 | 35                                 | —                                  | Awake |
| "Fractures" (kết hợp Nevve)                                      | 2017 | —                                  | —                                  | —                                  | Awake |
| "Feel Good" (với Gryffin kết hợp Daya)                           | 2017 | 17                                 | 18                                 | —                                  | Awake |
| "Sound of Walking Away" (với Kerli)                              | 2017 | 50                                 | —                                  | —                                  | Awake |

## Tour diễn
Gần đây trong năm qua, cái tên Illenum đã trở nên nổi tiếng ở Hoa Kỳ và đã có cơ hội được tham gia tour diễn cùng với các nghệ sĩ, như The Chainsmokers và luôn được xếp chung hàng với các nghệ sĩ đình đám khác trong các sự kiện, lễ hội quy mô lớn.
Trilogy là sự kiện âm nhạc của riêng anh với quy mô sức chứa lớn, Trilogy: Las Vegas 2021 tại sân vận động AlleGiant Stadium thu hút khoảng 35,000 người hâm mộ, Trilogy: Colorado 2023 tại sân vận động Empower Field thu hút khoảng 50,000 người và là sự kiện EDM lớn nhất diễn ra trong lịch sử của Colorado - Mỹ.